# مهدي كاشف الغطاء
مهدي بن علي بن جعفر كاشف الغطاء (1811 - 22 أبريل 1872) (1226 - 14 صفر 1289) فقيه جعفري عراقي من أهل القرن الثالث عشر الهجري/ التاسع عشر الميلادي. ولد في النجف ونشأ فيها دارسًا على كبار علمائها فبلغ من العلم مقامًا كبيرًا أنهى إليه رئاسة الطائفة. تميّز بطلاقة لسانه، وقوة الحافظة، والتواضع مع ما هو فيه من علم ومكانة. توفّي في النجف. من مؤلفاته كتاب الخيارات ورسالة في عمل المقلّدين وكتاب في البيع وله شعر قاله في عدد من المناسبات. 

## سيرته
ولد مهدي بن علي بن جعفر كاشف الغطاء النجفي سنة 1226 هـ/ 1811 م في النجف ونشأ فيها. درس على كبار علماء منهم والده علي بن جعفر كاشف الغطاء وأحمد الدجيلي وعمه حسن كاشف الغطاء وأخيه محمد كاشف الغطاء ومحمد حسن صاحب الجواهر. من تلامذته محمد حسن المامقاني وإسماعيل الصدر وفضل الله النوري وعبد الله المازندراني وجواد الرشتي ومحمد كاظم اليزدي وإسماعيل التنكابني.

توفي بمدينة النجف في ليلة الثلاثاء الرابعة عشر من شهر صفر من عام 1289 هـ ( وقيل عام 1288هـ ) / 22 أبريل 1872، ودفن في مقبرتهم المشهورة .

## مؤلفاته
- كتاب في البيع .
- كتاب الخيارات، وهو شرح على الشرائع .
- رسالة عملية .
- رسالة في الصلاة والصوم .
- كتاب في المكاسب المحرمة، ويسمى أحكام المتاجر المحرمة.
- مناسك الحج، بالفارسية
- كتاب الصوم .